# C-betűs aranybagolylepke
A c-betűs aranybagolylepke (Lamprotes c-aureum) a rovarok (Insecta) osztályának a lepkék (Lepidoptera) rendjéhez, ezen belül a bagolylepkefélék (Noctuidae) családjához tartozó faj.

## Élőhely
Délkelet-Franciaország révén Közép-Európában, Észak-Olaszországban, a Balkán-félszigeten, Közép- és Észak-Kaukázusban, az Urál-hegység déli részén, Dél-Szibériában, Mongóliában, Észak-Kínában fordul elő. Északon élőhelye kiterjed Dél-Svédországra és Finnország déli részére.

## Leírása
A c-betűs aranybagolylepke közepes méretű pillangó a szárnyfesztávolsága 36–40 mm-es. Az első szárnyai sötét barnák, néha lila színezetűek. A petéje sárgás fehér. A hernyó hossza legfeljebb 35 milliméter, és összetéveszthetetlen más lepkefajéval. Széles zöld, csak két haslábpárja van, amely fehér ferde folttal határos, és a hátulján kúpos szemölcsökkel. A bábja világoszöld kékes-fekete hátoldallal.

## Életmód
Az első nemzedék június végétől augusztus végéig repül. A melegebb területeken néhány hiányos második generáció is előfordulhat május–szeptember között. A molyok a nap nagyobb részén nyugalomban vannak, és csak hajnalban lesznek aktívak: meglátogatják virágokat, és a nektárt szopogatják. A hernyók tápnövényei: közönséges borkóró (Thalictrum aquilegifolium), sárga borkóró (Thalictrum flavum), közönséges harangláb (Aquilegia vulgaris). A hernyók a levelek alsó oldalán pihennek, nagyon jól álcázottan, mert felülről madárürülékre hasonlítanak. A fiatal hernyók augusztustól a következő év júniusáig áttelelnek. A begubózás vagy a tápnövényeken zajlik vagy ritkábban a földön.

## Fordítás
- Ez a szócikk részben vagy egészben  a   Wiesenrauten-Goldeule című német Wikipédia-szócikk fordításán alapul.  Az eredeti cikk szerkesztőit annak laptörténete sorolja fel. Ez a jelzés csupán a megfogalmazás eredetét és a szerzői jogokat jelzi, nem szolgál a cikkben szereplő információk forrásmegjelöléseként.